# ロバート・デュヴァル
ロバート・デュヴァル（Robert Selden Duvall, 1931年1月5日 - ）は、アメリカの俳優、映画プロデューサー。アカデミー賞に7回ノミネートされており、1983年の『テンダー・マーシー』でアカデミー主演男優賞を受賞した。

## 来歴
父は海軍のW・H・デュヴァル少将、母はアマチュアの女優で南軍のロバート・E・リーの血族。父方のデュヴァル家の18世紀の先祖はフランス系の開拓者。この開拓者の先祖にはイギリス系の先祖を通じてドイツ、スコットランド、ウェールズの血が少しずつ混ざっている。両親は共にヴァージニア出身。
大学で演劇を学び、卒後1953年から1954年まで陸軍に入り、朝鮮戦争の間、ジョージア州のキャンプ・ゴードンに勤務した。除隊後はニューヨークでネイバーフッド・プレイハウスにてサンフォード・マイズナーに師事。1962年に『アラバマ物語』に出演し、映画デビューした。
1972年、フランシス・フォード・コッポラ監督の『ゴッドファーザー』で、コルレオーネファミリーの顧問弁護士トム・ヘイゲンを演じ、初のアカデミー助演男優賞にノミネートされた。1979年には同監督の『地獄の黙示録』でキルゴア中佐を演じた。この役は最も知られている役のひとつで、ゴールデングローブ賞 助演男優賞、英国アカデミー賞 助演男優賞を受賞し、再びアカデミー助演男優賞にノミネートされた。
アカデミー賞には7度ノミネートされており、1983年に『テンダー・マーシー』で主演男優賞を受賞した。ゴールデングローブ賞は4度受賞している。
『テンダー・マーシー』では歌唱も披露しており、『クレイジー・ハート』では劇中では歌うシーンはないが、サウンドトラックに参加している。

### 私生活
これまで4度結婚しており、1998年から交際して2005年に結婚したアルゼンチン人女優のルシアーナ・ペドラサ(Luciana Pedraza)は41歳年下である。
政治的には共和党支持者で、2008年アメリカ合衆国大統領選挙では共和党候補者レースではルドルフ・ジュリアーニを支持すると語った。本選では候補者に決まったジョン・マケインとサラ・ペイリンを支持した。2012年の米大統領選挙ではミット・ロムニーを支持したが、2014年には次期大統領について「今の共和党は混乱しているから、共和党員の妻も民主党にさえ投票するかもしれないし、私は独立候補に投票するつもりだ」と述べた。
2009年には、荒野の戦い跡地国立公園の入り口の正面にウォルマートが新店舗を作ろうとしていることを知り、反対運動を行っている南北戦争基金(civil war trust)の集会で応援メッセージを述べた。

## 主な出演作品

### 映画
| 公開年 | 邦題 原題                                                              | 役名                               | 備考                       | 日本語吹替                                                               |
| ------ | ---------------------------------------------------------------------- | ---------------------------------- | -------------------------- | ------------------------------------------------------------------------ |
| 1962   | アラバマ物語 To Kill a Mockingbird                                     | アーサー・ラドリー                 |                            | 台詞なし                                                                 |
| 1963   | ニューマンという男 Captain Newman, M.D.                                | ウィンストン大尉                   |                            |                                                                          |
| 1966   | 逃亡地帯 The Chase                                                     | エドウィン・スチュワート           |                            | 加藤治                                                                   |
| 1966   | 死んだ女の住所録 Fame Is the Name of the Game                          | エディ・フランショット             | テレビ映画                 |                                                                          |
| 1967   | 宇宙大征服 Countdown                                                   | チャイズ                           |                            | 仲村秀生                                                                 |
| 1968   | 刑事 The Detective                                                     | ネスター                           |                            |                                                                          |
| 1968   | ブリット Bullitt                                                       | ワイズバーグ                       |                            | 北川国彦                                                                 |
| 1969   | 雨のなかの女 The Rain People                                           | ゴードン                           |                            |                                                                          |
| 1969   | 勇気ある追跡 True Grit                                                 | ネッド・ペッパー                   |                            | 仁内達之（テレビ東京版） 内海賢二（テレビ朝日版）                        |
| 1970   | M★A★S★H マッシュ MASH                                                  | フランク・バーンズ少佐             |                            | 北村総一朗（フジテレビ版） 宮田光（LD版）                                |
| 1970   | 終りなき戦いの詩 The Revolutionary                                     | デスパード                         |                            |                                                                          |
| 1971   | THX 1138                                                               | THX-1138                           |                            |                                                                          |
| 1971   | 追跡者 Lawman                                                          | ヴァーノン・アダムス               |                            | 池田勝                                                                   |
| 1972   | ゴッドファーザー The Godfather                                         | トム・ヘイゲン                     |                            | 森川公也（日本テレビ版） 田原アルノ（DVD版、リストア版）                 |
| 1972   | シノーラ Joe Kidd                                                      | フランク・ハーラン                 |                            | 須藤健                                                                   |
| 1972   | ミネソタ大強盗団 The Great Northfield Minnesota Raid                   | ジェシー・ジェイムズ               |                            | 納谷悟朗                                                                 |
| 1973   | 組織 The Outfit                                                        | アール・マックリン                 |                            |                                                                          |
| 1973   | バッジ373 Badge 373                                                    | エディ・ライアン                   |                            | 森川公也 中谷一郎（日本テレビ版）                                        |
| 1973   | ダイヤモンド・コネクション Lady Ice                                    | フォード・ピアース                 |                            | 小林修                                                                   |
| 1974   | カンバセーション…盗聴… The Conversation                                | 取締役                             | クレジットなし             | 千田光男（テレビ朝日版）                                                 |
| 1974   | ゴッドファーザー PART II The Godfather Part II                         | トム・ヘイゲン                     |                            | 森川公也（日本テレビ版） 田原アルノ（DVD版、リストア版）                 |
| 1975   | キラー・エリート The Killer Elite                                      | ジョージ・ハンセン                 |                            | 森川公也                                                                 |
| 1975   | ブレイクアウト Breakout                                                | ジェイ・ワグナー                   |                            | 森川公也                                                                 |
| 1976   | 鷲は舞いおりた The Eagle Has Landed                                    | マックス・ラードル                 |                            | 鈴木瑞穂                                                                 |
| 1976   | シャーロック・ホームズの素敵な挑戦 The Seven-Per-Cent Solution         | ジョン・H・ワトスン                |                            | 森川公也                                                                 |
| 1976   | ネットワーク Network                                                   | フランク・ハケット                 |                            | 森川公也                                                                 |
| 1977   | アリ/ザ・グレーテスト The Greatest                                     | ビル・マクドナルド                 |                            |                                                                          |
| 1978   | SF/ボディ・スナッチャー Invasion of the Body Snatchers                 | ブランコに乗る牧師                 | クレジットなし             |                                                                          |
| 1978   | ベッツィー The Betsy                                                   | ローレン                           |                            |                                                                          |
| 1979   | 地獄の黙示録 Apocalypse Now                                            | ビル・キルゴア中佐                 |                            | 羽佐間道夫（日本テレビ版） 小林修（テレビ東京版） 菅生隆之（特別完全版） |
| 1979   | パパ The Great Santini                                                 | ブル                               |                            |                                                                          |
| 1981   | 告白 True Confessions                                                  | トム・スペラシー                   |                            | 池田勝                                                                   |
| 1981   | ハイジャック・コネクション/クーパーの大仕事 The Pursuit of D.B. Cooper | グルーエン                         |                            |                                                                          |
| 1983   | テンダー・マーシー Tender Mercies                                      | マック・スレッジ                   | 兼共同プロデューサー       |                                                                          |
| 1984   | ナチュラル The Natural                                                 | マックス・マーシー                 |                            | 森川公也（テレビ朝日版） 小島敏彦（ソフト版）                            |
| 1986   | ハリー奪還 Let's Get Harry                                             | ノーマン・シュライク               |                            |                                                                          |
| 1986   | ライトシップ The Lightship                                             | カルヴィン・キャスパリー           |                            |                                                                          |
| 1987   | ホテルコロニアル Hotel Colonial                                        | ロベルト・カラスコ                 |                            |                                                                          |
| 1988   | カラーズ 天使の消えた街 Colors                                         | ボブ・ホッジス                     |                            | 池田勝                                                                   |
| 1990   | 侍女の物語 The Handmaid's Tale                                         | 司令官                             |                            |                                                                          |
| 1990   | デイズ・オブ・サンダー Days of Thunder                                 | ハリー・ホッジ                     |                            | 中庸助（ソフト版） 小林修（TBS版）                                       |
| 1991   | ランブリング・ローズ Rambling Rose                                     | ヒリアー氏                         |                            | 阪脩                                                                     |
| 1991   | 旅立ちの季節 Convicts                                                  | ソール                             |                            |                                                                          |
| 1992   | ニュージーズ Newsies                                                   | ジョーゼフ・ピューリツァー         |                            | 有川博                                                                   |
| 1992   | プレイグ The Plague                                                    | ジョセフ・グラン                   |                            |                                                                          |
| 1992   | 独裁/スターリン Stalin                                                 | ヨシフ・スターリン                 | テレビ映画                 |                                                                          |
| 1993   | 潮風とベーコンサンドとヘミングウェイ Wrestling Ernest Hemingway        | ウォルター                         |                            |                                                                          |
| 1993   | フォーリング・ダウン Falling Down                                      | プレンダーガスト                   |                            | 池田勝（ソフト版） 坂口芳貞（テレビ朝日版）                              |
| 1993   | ジェロニモ Geronimo: An American Legend                                | アル・シーバー隊長                 |                            | 内田稔                                                                   |
| 1994   | ザ・ペーパー The Paper                                                 | バーニー・ホワイト                 |                            | 上田敏也                                                                 |
| 1995   | 愛に迷った時 Something to Talk About                                   | ワイリー・キング                   |                            | 大木民夫                                                                 |
| 1995   | ヘンリエッタに降る星 The Stars Fell on Henrietta                       | コックス氏                         |                            |                                                                          |
| 1995   | スカーレット・レター The Scarlet Letter                                | ロジャー・チリングワース           |                            | 池田勝                                                                   |
| 1996   | スリング・ブレイド Sling Blade                                         | カールの父                         |                            | 中庸助                                                                   |
| 1996   | ファミリー/再会のとき A Family Thing                                   | アール・ピルチャー・ジュニア       |                            |                                                                          |
| 1996   | フェノミナン Phenomenon                                                | ブランデー先生                     |                            | 佐々木勝彦                                                               |
| 1998   | 相続人 The Gingerbread Man                                             | ディクソン・ドス                   |                            | 宝亀克寿（ソフト版） 加藤精三（フジテレビ版）                            |
| 1998   | ディープ・インパクト Deep Impact                                       | スパージョン・“フィッシュ”・タナー |                            | 坂口芳貞                                                                 |
| 1998   | シビル・アクション A Civil Action                                      | ジェリー・ファッチャー             |                            | 坂口芳貞                                                                 |
| 2000   | 60セカンズ Gone in Sixty Seconds                                       | オットー                           |                            | 堀勝之祐（ソフト版） 池田勝（日本テレビ版）                              |
| 2000   | シックス・デイ The 6th Day                                             | グリフィン・ウィアー博士           |                            | 佐々木敏（ソフト版） 大木民夫（日本テレビ版）                            |
| 2000   | スコットランド・カップの奇跡 A Shot at Glory                           | ゴードン・マクラウド               |                            |                                                                          |
| 2002   | ジョンQ -最後の決断- John Q                                            | フランク・グライムズ警部補         |                            | 佐々木敏（ソフト版） 糸博（日本テレビ版） 大木民夫（機内上映版）         |
| 2002   | 愛と暗殺のタンゴ Assassination Tango                                   | ジョン・J                          | 兼監督・脚本・製作         |                                                                          |
| 2003   | ワイルド・レンジ 最後の銃撃 Open Range                                 | “ボス”スピアマン                   |                            | 大塚周夫                                                                 |
| 2003   | ゴッド&ジェネラル/伝説の猛将 Gods and Generals                         | ロバート・E・リー                  |                            |                                                                          |
| 2003   | ウォルター少年と、夏の休日 Secondhand Lions                            | ハブ・マッケーン                   |                            | 堀勝之祐（ソフト版） 大塚周夫（テレビ東京版）                            |
| 2005   | ペナルティ・パパ Kicking & Screaming                                   | バック・ウェストン                 |                            | 糸博                                                                     |
| 2005   | サンキュー・スモーキング Thank You for Smoking                         | ザ・キャプテン                     |                            | 池田勝                                                                   |
| 2007   | ラッキー・ユー Lucky You                                               | L・C・チーバー                     |                            | 有川博                                                                   |
| 2007   | アンダーカヴァー We Own the Night                                      | バート・グルジンスキー             |                            | たかお鷹                                                                 |
| 2008   | フォー・クリスマス Four Christmases                                    | ハワード・マクヴィー               |                            | 池田勝                                                                   |
| 2009   | クレイジー・ハート Crazy Heart                                         | ウェイン                           | 兼製作総指揮               | 大木民夫                                                                 |
| 2009   | ザ・ロード The Road                                                    | 老人                               |                            | 藤本譲                                                                   |
| 2012   | アウトロー Jack Reacher                                                | マーティン・キャッシュ             |                            | 川久保潔                                                                 |
| 2012   | 私が愛したヘミングウェイ Hemingway & Gellhorn                          | ロシアの将軍                       | テレビ映画、クレジットなし |                                                                          |
| 2014   | ジャッジ 裁かれる判事 The Judge                                        | ジョセフ・パーマー判事             |                            | 大木民夫                                                                 |
| 2015   | ディスクローズ 葬られた秘密 Wild Horses                                | スコット・ブリッグス               | 兼監督・脚本・製作         | 菊池康弘（ソフト版） 大木民夫（配信版）                                  |
| 2016   | 疑わしき戦い In Dubious Battle                                         | クリス・ボルトン                   |                            |                                                                          |
| 2018   | ロスト・マネー 偽りの報酬 Widows                                       | トム・マリガン                     |                            | 佐々木省三                                                               |
| 2021   | マイティ・マイツ 12人の屈強な戦士たち 12 Mighty Orphans                | メイソン・ホーク                   |                            |                                                                          |
| 2022   | ほの蒼き瞳 The Pale Blue Eye                                           | ジャン・ペペ                       | Netflixオリジナル映画      | 勝部演之                                                                 |

### テレビドラマ
| 公開年    | 邦題 原題                                                           | 役名                                                                              | 備考                  |
| --------- | ------------------------------------------------------------------- | --------------------------------------------------------------------------------- | --------------------- |
| 1961-1962 | 裸の町 Naked City                                                   | Barney Sonners / Johnny Meigs / L. Francis Childe / Lewis Nunda                   | 異なる役で4エピソード |
| 1961-1963 | ルート66 Route 66                                                   | Lee Winters / Arnie / Roman                                                       | 異なる役で3エピソード |
| 1961-1965 | 弁護士プレストン The Defenders                                      | Bill Andrews / Luke Jackson / Al Rogart                                           | 異なる役で3エピソード |
| 1963-1965 | 逃亡者 The Fugitive                                                 | Eric Christian / Leslie Sessions                                                  | 異なる役で3エピソード |
| 1964      | アウター・リミッツ The Outer Limits                                 | Adam Ballard / Louis Mace                                                         | 異なる役で3エピソード |
| 1965-1967 | コンバット! Combat                                                  | Michel / Peter Halsman / Karl                                                     | 異なる役で3エピソード |
| 1965-1969 | FBIアメリカ連邦警察 The F.B.I.                                      | Gerald Wilson / Joseph Troy / Ernie Milden / Johnny Albin / Joseph Maurice Walker | 異なる役で5エピソード |
| 1977      | ゴッドファーザー テレビ完全版 The Godfather: A Novel for Television | トム・ヘイゲン                                                                    | ミニシリーズ          |
| 1979      | 将軍アイク Ike                                                      | ドワイト・D・アイゼンハワー                                                       | ミニシリーズ          |
| 1989      | ロンサム・ダブ Lonesome Dove                                        | オーガスタス“ガス”・マクレー                                                      | ミニシリーズ          |
| 2006      | ブロークン・トレイル 遥かなる旅路 Broken Trail                      | プレンティス・“プリント”・リッター                                                | ミニシリーズ          |

## 日本語吹き替え
森川公也が亡くなるまで専属（フィックス）として主に担当していた。
このほかにも、大木民夫、池田勝、大塚周夫、堀勝之祐、坂口芳貞なども声を当てている。

## その他
We're Not the Jet Set (1977)  - 初監督作品・ドキュメンタリー映画
- アンジェロ・マイ・ラブ Angelo My Love (1983) - 監督・製作

## 受賞歴
| 賞                           | 年     | 部門                                      | 作品                                  | 結果       |
| ---------------------------- | ------ | ----------------------------------------- | ------------------------------------- | ---------- |
| アカデミー賞                 | 1972年 | 助演男優賞                                | 『ゴッドファーザー』                  | ノミネート |
| アカデミー賞                 | 1979年 | 助演男優賞                                | 『地獄の黙示録』                      | ノミネート |
| アカデミー賞                 | 1980年 | 主演男優賞                                | 『パパ』                              | ノミネート |
| アカデミー賞                 | 1983年 | 主演男優賞                                | 『テンダー・マーシー』                | 受賞       |
| アカデミー賞                 | 1997年 | 主演男優賞                                | 『The Apostle』                       | ノミネート |
| アカデミー賞                 | 1998年 | 助演男優賞                                | 『シビル・アクション』                | ノミネート |
| アカデミー賞                 | 2014年 | 助演男優賞                                | 『ジャッジ 裁かれる判事』             | ノミネート |
| 英国アカデミー賞             | 1972年 | 助演男優賞                                | 『ゴッドファーザー』                  | ノミネート |
| 英国アカデミー賞             | 1977年 | 助演男優賞                                | 『ネットワーク』                      | ノミネート |
| 英国アカデミー賞             | 1979年 | 助演男優賞                                | 『地獄の黙示録』                      | 受賞       |
| ゴールデングローブ賞         | 1979年 | 助演男優賞                                | 『地獄の黙示録』                      | 受賞       |
| ゴールデングローブ賞         | 1983年 | 映画主演男優賞 (ドラマ部門)               | 『テンダー・マーシー』                | 受賞       |
| ゴールデングローブ賞         | 1989年 | 主演男優賞 (ミニシリーズ・テレビ映画部門) | ロンサム・ダブ                        | 受賞       |
| ゴールデングローブ賞         | 1992年 | 主演男優賞 (ミニシリーズ・テレビ映画部門) | 『独裁/スターリン』                   | 受賞       |
| ゴールデングローブ賞         | 1998年 | 助演男優賞                                | 『シビル・アクション』                | ノミネート |
| ゴールデングローブ賞         | 2006年 | 主演男優賞 (ミニシリーズ・テレビ映画部門) | 『ブロークン・トレイル 遥かなる旅路』 | ノミネート |
| ゴールデングローブ賞         | 2014年 | 助演男優賞                                | 『ジャッジ 裁かれる判事』             | ノミネート |
| ニューヨーク映画批評家協会賞 | 1972年 | 助演男優賞                                | 『ゴッドファーザー』                  | 受賞       |
| ニューヨーク映画批評家協会賞 | 1983年 | 主演男優賞                                | 『テンダー・マーシー』                | 受賞       |